# Cannibal Ferox
Cannibal ferox  é um filme de terror produzido na Itália em 1981, escrito e dirigido por Umberto Lenzi.

## Sinopse
Quando estudantes de pós-graduação de Nova York e a antropóloga Gloria, seu irmão Rudy e seu amigo Pat, viajam para uma área remota da selva amazônica para tentar encontrar e provar uma teoria local de que existe canibalismos entre as tribos locais, mas se deparam com algo muito pior, um cruel e traficante sádico, das ruas, chamado Mike Lawson e seu parceiro, Joe, que estão escondendo-se na selva fugindo de acusações de assassinatos e de tráfico de drogas em Nova York, estão utilizando atualmente os dóceis nativos nas minas de esmeraldas e nas colheitas de folhas de coca. Mas quando um dia Mike Lawson enlouquecido mata alguns nativos, incluindo a filha do chefe, apenas para seu prazer sádico, os guerreiros se viram contra seus exploradores e os dois traficantes e três estudantes de graduação vão sofrer as mais horríveis e cruéis torturas e assassinatos pela tribo vingativa como punição pelos seus crimes.